# Илија Продановић
Илија Продановић (Бечеј, 16. октобар 1979) је бивши босанскохерцеговачки фудбалер. Током каријере играо је на позицији одбрамбеног играча.